# Amphidium californicum
Amphidium californicum là một loài Rêu trong họ Orthotrichaceae. Loài này được (Hampe ex Müll. Hal.) Broth. mô tả khoa học đầu tiên năm 1902.